# Csernátoni Pál
Csernátoni Pál (Tsernátoni Pál) (1633? – 1679. február) református tanár.

## Élete
Székely származású volt. Apáczai Csere János tanítványa, 1656-ban a kolozsvári református kollégiumban az ékesszólás lectora, azután a fiatal Bethlen Miklós útitársa volt Német-, Francia-, Angliában és Belgiumban. 1661-ben megfordult a heidelbergi egyetemen és 1667-ben Leidenben. 1665. október 11-én Bázelben a filozófia magiszteri fokozatot szerezte meg.
Külföldi útjából visszatérve, 1668-ban Nagyenyedre választották meg a számtan és filozófia tanárává. A hittani kérdésekben Dézsi Mártonnal értett egyet, a filozófiában René Descartes rendszerét elsőként ültette át Erdélybe. Tanította Pápai Páriz Ferencet is, aki ezt jegyezte fel róla naplójába: „elsősorban neki köszönhetem mindazt, amit tudok a földrajzból, történelemből és az igaz filozófiából.” 1673-ban elmarasztalták a radnóti zsinaton coccejanus és karteziánus nézetei miatt.

## Munkái
Kéziratban fennmaradt Logikája a kolozsvári református kollégium könyvtárába került.